# Plaza de toros de los Tejares
La plaza de toros de los Tejares fue una plaza de toros, ya desaparecida, de la ciudad de Córdoba (España). Fue construida por la sociedad creada por Joaquín Manté, emprendedor impresor que formó una sociedad de cien acciones que compraron en una primera fase la Huerta de Perea, y en una segunda fase, construyó según planos del arquitecto Manuel García del Álamo, en el cruce entre la actual Ronda de los Tejares y la avenida Gran Capitán.

## Historia
El informe técnico con el que el arquitecto remitiera, a modo de borrador, los diseños solicitando la censura y aprobación de esta plaza de Córdoba, fueron informados a la comisión de arquitectura de la Academia de San Fernando, de Madrid, con fecha 8 de septiembre de 1845. La evaluación se realizó por la junta de comisión mensual de arquitectura del 9 de septiembre de 1845 y, contestado en junta ordinaria que celebró la academia el 28 de septiembre, dice textualmente así: 

El arquitecto D. Manuel García, establecido en la ciudad de Córdoba, solicita de la academia la censura y aprobación de una plaza de toros para la propia ciudad, cuyos diseños remite bajo el concepto de borrador, que la comisión con detenido examen no halla medio de censurar por ser tantos los defectos que nota que no da lugar a la corrección y sí sólo a que se le siga que arregle su pensamiento conforme lo que exige la comodidad, decoro y solidez que requiere un edificio de tal naturaleza.

Posteriormente, se remitieron de nuevo planos e informe técnico a la comisión, que la junta celebrada en la mañana del miércoles 14 de noviembre de 1845, presentó el vocal de la comisión D. Aníbal Álvarez y en cuyo informe menciona «la inteligencia de los arreglos que se han hecho sobre los anteriores diseños».
Las obras pudieron ser dirigidas en realidad por José Sánchez, de Córdoba, que también dirigiera las obras de la plaza de toros de Cabra (Córdoba) entre 1856 y 1857.

## Obras
En su construcción se emplearon materiales de derribos de conventos de la ciudad como el convento del Espíritu Santo, el de San Cayetano y el de Capuchinos, llegando a albergar en un principio a 8278 espectadores y posteriormente hasta 10 532 personas entre tendido, grada cubierta, asientos de barandillas, asientos de antepecho y 85 palcos y teniendo un ruedo de 52 metros de diámetro. Aún sin terminarse las obras, se lidió una serie de corridas los días 31 de mayo, 2 de junio y 3 de junio de 1846. 

## Inauguración
La inauguración oficial tuvo lugar el 8 de septiembre de 1846. 
El 15 de agosto de 1863, al término de una novillada, se produjo un incendio que la quemó completamente. Andrés Rodríguez se encargó de su reconstrucción, siendo inaugurada el 20 de enero de 1866. Amadeo Rodríguez, arquitecto, reforma casi por completo la plaza de toros, sustituyendo la madera por hierro.
Durante la Feria de Mayo del año 1874, una mujer resultó muerta al subir un toro al graderío.
Rafael Molina "Lagartijo" lidió el 5 de octubre de 1879 un bravísimo ejemplar de Joaquín del Val el cual medía 24 varas. Tras petición mayoritaria, fue indultado, regalándoselo a Antonio Miura. Este toro posteriormente marcará la ganadería Miura para siempre. Los «coloraos ojo de perdiz» de Miura que se lidian desde entonces, proceden de este toro llamado Murciélago.

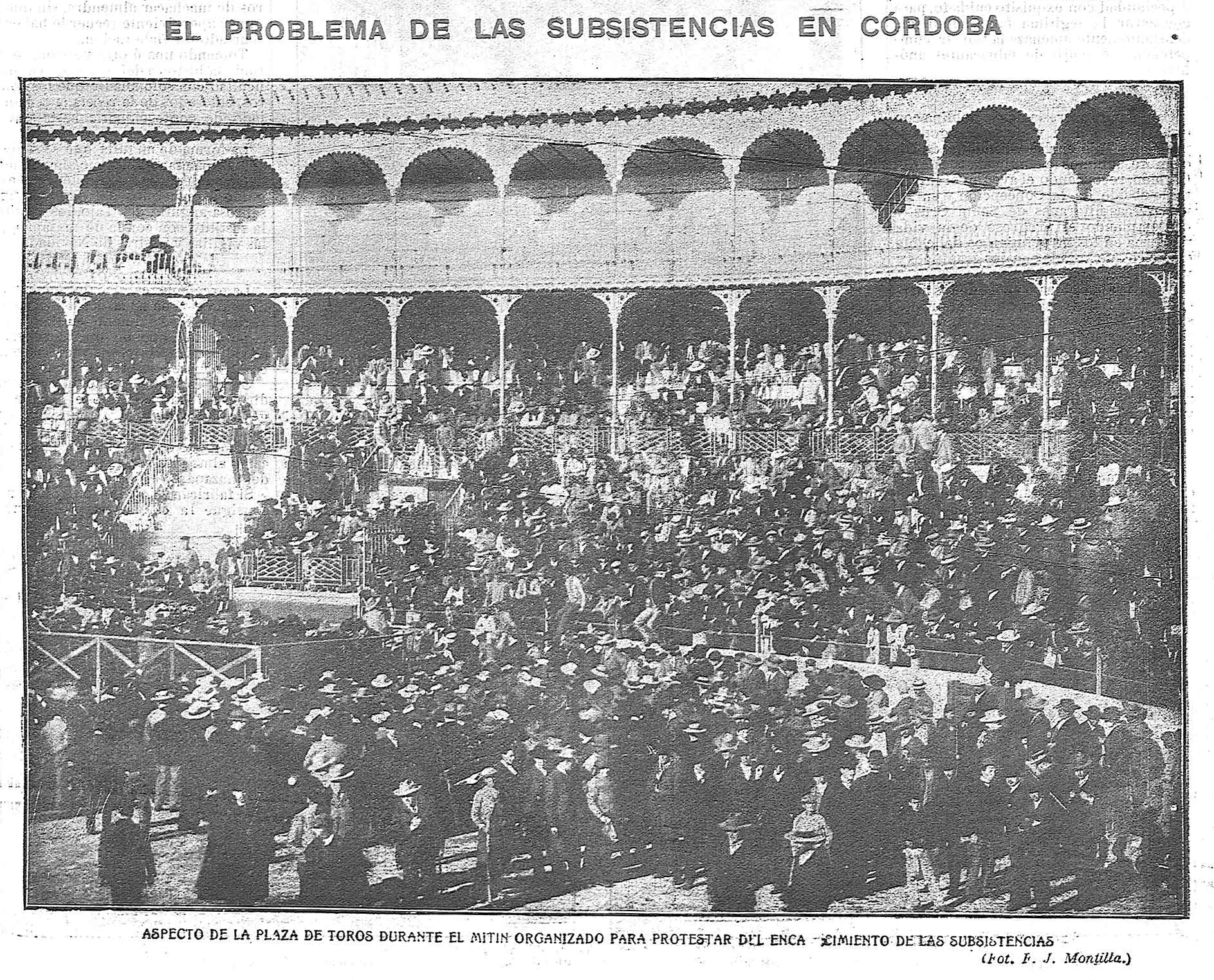
Vista del interior de la plaza en 1904, durante un mitin.

El 26 de diciembre de 1888, se produjo la muerte del torero Manene. Con novillos de la ganadería de Rafael Molina Lagartijo, cornearon a Manene, resultando heridos los también toreros Torerito y Melo. Guerrita, que veía el espectáculo como espectador, tuvo que saltar al ruedo para ayudar a las cuadrillas, resultando igualmente herido.
La última corrida que se celebró en este coso se produjo el día 18 de abril de 1965 donde actuaron El Puri, Antonio Sánchez Fuentes, y José María Susoni.

## Toreros que tomaron la alternativa
- Antonio Carmona y Luque "El Gordito". Fecha: 8 de junio de 1862. Padrino: José Carmona Luque, su hermano. Ganadería: Romero Balmaseda.
- Manuel González Buzón "Rerre". Fecha: 29 de septiembre de 1904. Padrino: Antonio de Dios “Conejito”. Completaba la terna: “El Algabeño”. Toro: “Famoso”, negro. Ganadería: González Nandín.
- Manuel Dionisio Fernández Acebal. Fecha: 26 de septiembre de 1909. Padrino: Antonio Guerrero “Guerrerito”. Completaba la terna: Manuel Mejias Rapela “Bienvenida”. Ganadería: Julio Laffitte.
- Francisco Gutiérrez Serrano "Serranito de Córdoba". Fecha: 25 de julio de 1921. Padrino: José Flores “Camará”. Completaba la terna: “Pastorest”. Ganadería: Sánchez Rodríguez.
- Mariano Montes Mora. Fecha: 25 de septiembre de 1921. Padrino: “Joseíto de Málaga”. Completaba la terna: Serranito de Córdoba. Ganadería: Viuda de Antonio Guerra.
- José María Martorell Navas. Fecha: 26 de mayo de 1949. Padrino: Agustín Parra "Parrita". Testigo: Antonio Caro. Toro de la ceremonia: “Pato”, núm. 99. Negro. Ganadería: Juan Guardiola Soto. Vestido: Blanco y oro.
- Manuel Calero Cantero "Calerito". Fecha: 26 de mayo de 1950. Padrino: Agustín Parra "Parrita". Testigo: José María Martorell. Toro de la ceremonia: “Noguerillo”, núm. 30, negro. Ganadería: Viuda de Galache.
- Facundo Rojas Muro. Fecha: 26 de octubre de 1952. Padrino: Rafael Vega “Gitanillo de Triana”. Testigo: Enrique Vera. Toro de la ceremonia: “Bastonero”, núm. 36, negro. Ganadería: Enriqueta de la Cova.
- José María Montilla Álvarez. Fecha: 26 de mayo de 1962. Padrino: Julio Aparicio. Testigo: Jaime Ostos. Toro de la ceremonia: “Avefría”, núm. 66, negro zaíno, 465 kilos. Ganadería: Francisca de Mora Figueroa. Vestido: Azul celeste y oro.
- Manuel Benítez "El Cordobés". Fecha: 25 de mayo de 1963. Padrino: Antonio Bienvenida. Testigo: José María Montilla. Toro de la ceremonia: “Palancar”, núm. 88, negro, 464 kilos. Ganadería: Samuel Flores. Vestido: Azul celeste y oro.
- Manuel Cano Ruiz "El Pireo". Fecha: 26 de septiembre de 1964. Padrino: Antonio Bienvenida. Testigo: Gabriel de la Haba “Zurito”. Toro de la ceremonia: “Fogarín”, núm. 156, negro, 471 kilos. Ganadería: Carlos Núñez. Vestido: blanco y oro.

## Toros célebres
- Alguardentero: toro que perteneció a la ganadería de Rafael Molina Sánchez, Lagartijo y fue lidiado el 26 de diciembre de 1888, negro meano, mogón del pitón derecho,  tomo ocho varas, en una de ellas propinó un baretazo a «Formalito», para luego herir de muerte a Manene en un quite.
- Rebusquero: de Féliz Urcola, lidiado el 2 de junio de 1903. Tomo doce varas despachando a cinco caballos e hirió gravemente al sobresaliente «Alvaradito», al banderillero «Cerrajillas» y a los picadores Montalve y "Formalito".
- Melonero: toro de Francisco Páez, lidiado en una novillada el 27 de septiembre de 1915. Mostró extraordinaria bravura y el público pidió fuera indultado; la lidia de este bravo novillo correspondió al malogrado "Serranito".
- Murciélago: fue un toro de Joaquín del Val que perteneció al hierro de Pérez Laborda (encaste navarro) Indultado por su bravura el 5 de octubre de 1879 lidiado por Rafael Molina, Lagartijo. Murciélago fue regalado a Antonio Miura quien aportó el semental a un número limitado de vacas, origen de los ojos de perdiz característicos en algunos de los miura.[1] Lamborghini empleó los nombres de diferentes toros célebres en sus deportivos, entre ellos destacó el modelo fabricado entre 2001 y 2010: el Lamborghini Murciélago homenaje que surge de la pasión por las corridas de toros por parte de Ferruccio Lamborghini, quien dio nombre de toros célebres a varios de los deportivos fabricados por Lamborghini.[2]